# Tournefortia foetidissima
Tournefortia foetidissima är en strävbladig växtart som beskrevs av Carl von Linné. Tournefortia foetidissima ingår i släktet Tournefortia och familjen strävbladiga växter. Inga underarter finns listade i Catalogue of Life.